# Aaron Wiggins
Pour les articles homonymes, voir Wiggins.
Aaron Daniel Wiggins, né le 2 janvier 1999 à Greensboro en Caroline du Nord, est un joueur américain de basket-ball évoluant aux postes d'arrière et ailier. Il mesure 1,94 m.

## Biographie

### Carrière universitaire
Entre 2018 et 2021, il joue pour les Terrapins du Maryland.
Le 9 avril 2021, il annonce qu'il se présente à la draft NBA 2021.

### Carrière professionnelle

#### Thunder d'Oklahoma City (depuis 2021)
Le 29 juillet 2021, il est sélectionné à la 55e position de la draft 2021 de la NBA par le Thunder d'Oklahoma City.
Le 16 août 2021, il signe un contrat two-way en faveur du Thunder d'Oklahoma City. En février 2022, son contrat est converti en contrat standard, d'une durée de quatre saisons.

## Statistiques

### Universitaires
Les statistiques d'Aaron Wiggins en matchs universitaires sont les suivantes :
| Saison    | Équipe   | Matchs | Titul. | Min./m | % Tir | % 3pts | % LF | Rbds/m. | Pass/m. | Int/m. | Ctr/m. | Pts/m. |
| --------- | -------- | ------ | ------ | ------ | ----- | ------ | ---- | ------- | ------- | ------ | ------ | ------ |
| 2018-2019 | Maryland | 34     | 4      | 23,5   | 38,5  | 41,3   | 86,7 | 3,30    | 0,80    | 0,80   | 0,20   | 8,30   |
| 2019-2020 | Maryland | 31     | 16     | 28,6   | 37,7  | 31,7   | 71,7 | 4,90    | 1,40    | 0,80   | 0,40   | 10,40  |
| 2020-2021 | Maryland | 31     | 30     | 33,0   | 44,6  | 35,6   | 77,2 | 5,80    | 2,50    | 1,10   | 0,50   | 14,50  |
| Carrière  | Carrière | 96     | 50     | 28,2   | 40,7  | 36,1   | 76,9 | 4,60    | 1,60    | 0,90   | 0,40   | 11,00  |

### Professionnelles

#### Saison régulière
| Saison    | Équipe        | Matchs | Titul. | Min./m | % Tir | % 3pts | % LF | Rbds/m. | Pass/m. | Int/m. | Ctr/m. | Pts/m. |
| --------- | ------------- | ------ | ------ | ------ | ----- | ------ | ---- | ------- | ------- | ------ | ------ | ------ |
| 2021-2022 | Oklahoma City | 50     | 35     | 24,2   | 46,3  | 30,4   | 72,9 | 3,60    | 1,40    | 0,60   | 0,20   | 8,30   |
| Carrière  | Carrière      | 50     | 35     | 24,2   | 46,3  | 30,4   | 72,9 | 3,60    | 1,40    | 0,60   | 0,20   | 8,30   |

## Records sur une rencontre en NBA
Les records personnels d'Aaron Wiggins en NBA sont les suivants, :
| Type de statistique        | Saison régulière | Saison régulière            | Saison régulière |
| Type de statistique        | Record           | Adversaire                  | Date             |
| -------------------------- | ---------------- | --------------------------- | ---------------- |
| Points                     | 41               | Kings de Sacramento         | 1er février 2025 |
| Paniers marqués            | 16               | Kings de Sacramento         | 1er février 2025 |
| Paniers tentés             | 30               | Kings de Sacramento         | 1er février 2025 |
| Paniers à 3 points réussis | 8                | @ Grizzlies de Memphis      | 8 février 2025   |
| Paniers à 3 points tentés  | 14               | Kings de Sacramento         | 1er février 2025 |
| Lancers francs réussis     | 7                | @ Heat de Miami             | 18 mars 2022     |
| Lancers francs tentés      | 8                | 2 fois                      | 2 fois           |
| Rebonds offensifs          | 6                | Kings de Sacramento         | 1er février 2025 |
| Rebonds défensifs          | 9                | @ Grizzlies de Memphis      | 8 février 2025   |
| Rebonds totaux             | 14               | Kings de Sacramento         | 1er février 2025 |
| Passes décisives           | 6                | @ Trail Blazers de Portland | 28 mars 2022     |
| Interceptions              | 6                | @ Hornets de Charlotte      | 8 avril 2024     |
| Contres                    | 2                | Spurs de San Antonio        | 16 février 2022  |
| Balles perdues             | 4                | 2 fois                      | 2 fois           |
| Minutes jouées             | 40               | @ Trail Blazers de Portland | 28 mars 2022     |

- Double-double : 3
- Triple-double : 0

Dernière mise à jour : 8 février 2025

### Palmarès
- Champion NBA en 2025 avec le Thunder d'Oklahoma City.

## Distinctions
- Big Ten Sixth Man of the Year (2020)